# 拉费利讷
拉费利讷（法語：Laféline，法語發音：[lafelin]）是法国阿列省的一个市镇，属于穆兰区。

## 地理
拉费利讷（46°20'57"N, 3°10'6"E）面积23.1 平方千米，位于法国奥弗涅-罗讷-阿尔卑斯大区阿列省，该省份为法国中部省份，北起涅夫勒省、西北接谢尔省，西南至克勒兹省，南至多姆山省，东南临卢瓦尔省，东临索恩-卢瓦尔省。
与拉费利讷接壤的市镇（或旧市镇、城区）包括：布朗萨、塞塞、弗勒里耶勒、梅亚尔、勒泰伊、特勒邦。

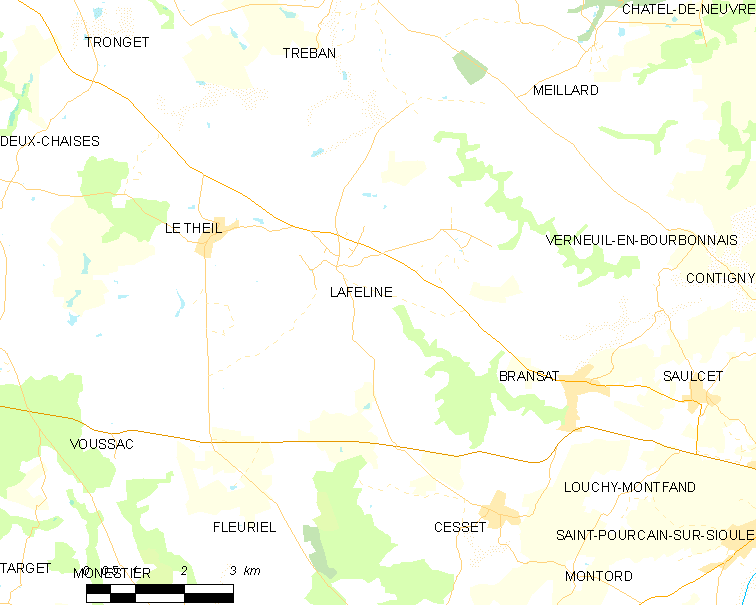
拉费利讷的OSM定位图

拉费利讷的时区为UTC+01:00、UTC+02:00（夏令时）。

## 行政
拉费利讷的邮政编码为03500，INSEE市镇编码为03134。

## 政治
拉费利讷所属的省级选区为苏维尼县。

## 人口

1962-2008年间拉费利讷人口变化图示

拉费利讷于2022年1月1日时的人口数量为183人。